# La Represa, Chiapas
La Represa är en ort i Mexiko.   Den ligger i kommunen Chicoasén och delstaten Chiapas, i den sydöstra delen av landet, 700 km öster om huvudstaden Mexico City. La Represa ligger 551 meter över havet och antalet invånare är 154.
Terrängen runt La Represa är kuperad åt nordost, men åt sydväst är den bergig. Runt La Represa är det ganska tätbefolkat, med 72 invånare per kvadratkilometer. Närmaste större samhälle är San Fernando, 16,8 km söder om La Represa. I omgivningarna runt La Represa växer huvudsakligen savannskog.